# Meridià 47 a l'est
El meridià 47 a l'est de Greenwich és una línia de longitud que s'estén des del pol Nord travessant l'oceà Àrtic, Europa, Turquia, Àfrica, l'oceà Índic, l'oceà Antàrtic i l'Antàrtida fins al pol Sud.
El meridià 47 a l'est forma un cercle màxim amb el meridià 133 a l'oest. Com tots els altres meridians, la seva longitud correspon a una semicircumferència terrestre, uns 20.003,932 km. Al nivell de l'Equador, és a una distància del meridià de Greenwich de 5.232 km.

## De Pol a Pol
Començant en el pol Nord i dirigint-se cap al pol Sud, aquest meridià travessa:
| Coordenades                             | País, territori o mar | Notes                                                                                   |
| --------------------------------------- | --------------------- | --------------------------------------------------------------------------------------- |
| 90° 0′ N, 47° 0′ E / 90.000°N,47.000°E  | Oceà Àrtic            |                                                                                         |
| 80° 46′ N, 47° 0′ E / 80.767°N,47.000°E | Rússia                | Illa de Terra d'Alexandra, Terra de Francesc Josep                                      |
| 80° 35′ N, 47° 0′ E / 80.583°N,47.000°E | Mar de Barents        | Canal de Cambridge                                                                      |
| 80° 21′ N, 47° 0′ E / 80.350°N,47.000°E | Rússia                | Illa de Zemlya Georga, Terra de Francesc Josep                                          |
| 80° 10′ N, 47° 0′ E / 80.167°N,47.000°E | Mar de Barents        |                                                                                         |
| 66° 51′ N, 47° 0′ E / 66.850°N,47.000°E | Rússia                |                                                                                         |
| 49° 52′ N, 47° 0′ E / 49.867°N,47.000°E | Kazakhstan            |                                                                                         |
| 49° 13′ N, 47° 0′ E / 49.217°N,47.000°E | Rússia                | Per uns 18 km                                                                           |
| 49° 3′ N, 47° 0′ E / 49.050°N,47.000°E  | Kazakhstan            |                                                                                         |
| 48° 16′ N, 47° 0′ E / 48.267°N,47.000°E | Rússia                |                                                                                         |
| 44° 48′ N, 47° 0′ E / 44.800°N,47.000°E | Mar Càspia            | Badia de Kizlyar                                                                        |
| 44° 21′ N, 47° 0′ E / 44.350°N,47.000°E | Rússia                |                                                                                         |
| 41° 34′ N, 47° 0′ E / 41.567°N,47.000°E | Azerbaidjan           | Passa a través de Nagorno-Karabakh                                                      |
| 39° 10′ N, 47° 0′ E / 39.167°N,47.000°E | Iran                  |                                                                                         |
| 32° 34′ N, 47° 0′ E / 32.567°N,47.000°E | Iraq                  |                                                                                         |
| 29° 41′ N, 47° 0′ E / 29.683°N,47.000°E | Kuwait                |                                                                                         |
| 29° 3′ N, 47° 0′ E / 29.050°N,47.000°E  | Aràbia Saudita        | Passa just a l'est de Riad                                                              |
| 16° 55′ N, 47° 0′ E / 16.917°N,47.000°E | Iemen                 |                                                                                         |
| 13° 33′ N, 47° 0′ E / 13.550°N,47.000°E | Oceà Índic            | Golf d'Aden                                                                             |
| 10° 56′ N, 47° 0′ E / 10.933°N,47.000°E | Somàlia               | Somaliland                                                                              |
| 8° 0′ N, 47° 0′ E / 8.000°N,47.000°E    | Etiòpia               |                                                                                         |
| 6° 59′ N, 47° 0′ E / 6.983°N,47.000°E   | Somàlia               |                                                                                         |
| 3° 26′ N, 47° 0′ E / 3.433°N,47.000°E   | Oceà Índic            | Passa a l'est de l'atol de les illes Glorioses, Terres Australs i Antàrtiques Franceses |
| 15° 18′ S, 47° 0′ E / 15.300°S,47.000°E | Madagascar            |                                                                                         |
| 25° 2′ S, 47° 0′ E / 25.033°S,47.000°E  | Oceà Índic            |                                                                                         |
| 60° 0′ S, 47° 0′ E / 60.000°S,47.000°E  | Oceà Antàrtic         |                                                                                         |
| 67° 17′ S, 47° 0′ E / 67.283°S,47.000°E | Antàrtida             | Territori Antàrtic Australià, reclamada per Austràlia                                   |